# Title Fight
Title Fight ist eine US-amerikanische Melodic-Hardcore-Band aus Kingston, Pennsylvania, die 2003 gegründet wurde.

## Geschichte

### Frühe Jahre und The Last Thing You Forget (2003–2010)
Title Fight wurde 2003 von Jamie Rhoden und den Brüdern Ned und Ben Russin gegründet. Zunächst spielten sie auf kleineren Konzerten in Kingston und Umgebung. Ihr erstes Demo erschien im Gründungsjahr und hieß Down for the Count. 2005 stieß Shane Moran als zweiter Gitarrist zur Band. 2005 und 2006 wurden zwei weitere Demos veröffentlicht.
2007 veröffentlichten sie bei FlightPlan Records eine Split-EP mit Erection Kid, dessen Mitglieder später die Band Balance and Composure gründeten. 2008 erschien ebenfalls bei FlightPlan Records das 7" Vinyl Kingston. Später wechselte Title Fight zu Run for Cover Records, wo sie The Last Thing You Forget herausbrachten, das ursprünglich nur eine EP mit drei Songs war, jedoch auch in einer LP-Version erhältlich ist, bei der Lieder von anderen EPs und Singles von Title Fight hinzugefügt wurden. Es folgte eine US-Tour mit New Found Glory. Außerdem wurde die Kingston-EP von Six Feet Under Records re-released.

### Shed (2011–2012)
Im Januar 2011 wechselte Title Fight zu SideOneDummy Records. Am 3. Mai erschien dort ihr erstes Studioalbum Shed, das von Walter Schreifels (Gorilla Biscuits, Quicksand, Rival Schools und Youth of Today) produziert wurde. Es folgte im Mai und Juni auch die erste Tour, bei der sie Headliner waren, wobei The Menzingers, Touché Amoré, Dead End Path and Shook Ones als Vorgruppen auftraten. Danach gingen sie zusammen mit Touché Amoré auf ihre erste Australien-Tour. Anschließend, im November und Dezember, tourten Title Fight zusammen mit Balance and Composure und Transit durch Europa. Im April und Mai 2012 waren sie zusammen mit A Day to Remember Vorband von Rise Against auf deren US-Tour.

### Floral Green (2012)
Am 14. Juli 2012 stellt Title Fight das Lied Head in the Ceiling Fan auf ihrer Tumblr-Seite vor, man konnte es kostenlos herunterladen. Ein zweiter Song, Sympathy, erschien am 14. August 2012. Am 18. September 2012 wurde Floral Green veröffentlicht. Das Album wurde Album des Monats der deutschen Musikzeitschrift Visions und war als Heftbeilage der Zeitschrift beigelegt. Anschließend tourte Title Fight mit den Vorbands Tigers Jaw, Pianos Become the Teeth und Single Mothers. Danach spielten sie zusammen mit Make Do and Mend und Into It. Over It. im Vorprogramm von La Dispute bei deren Europa-Tour.

## Diskografie

### Studioalben
- Shed (SideOneDummy Records, 2011)
- Floral Green (SideOneDummy Records, 2012)
- Hyperview (ANTI, 2015)

### Kompilationen
- The Last Thing You Forget (Run for Cover Records, 2009)

### EPs
- Down for the Count EP (2003)
- Demo 05 (2005)
- Light Up the Eyes EP (2006)
- Erection Kid vs. Title Fight (FlightPlan Records, 2007) (zusammen mit Erection Kid)
- Kingston 7" (FlightPlan Records, 2008/Six Feet Under Records, 2009)[5]
- The Last Thing You Forget 7" (Run For Cover Records, 2009)
- Missed 7" (SideOneDummy Records, 2011)

### Musikvideos
- 27 (2011)
- Shed (2011)
- Coxton Yard (2011)
- Head in the Ceiling Fan (2012)
- Secret Society (2012)
- Be a Toy (2013)
- Chlorine (2014)
- Rose of Sharon (2015)